# Rocola Bacalao
Rocola Bacalao es una banda representativa de la música fusión ecuatoriana, formada en 1999 mezcla ritmos que van desde cumbia, merengue, salsa, ska, reggae, swing, hasta la música tradicional ecuatoriana y el rock and roll. Sus letras, en las que se incluyen algunos localismos ecuatorianos, tratan sobre política y diversos problemas sociales.

## Biografía
Surge en 1999, fundada por Paolo Moncagatta e Iván Mendieta, y al igual que muchas bandas de Ecuador, su carrera empieza desde la escena independiente, tocando en festivales de música, su trabajo y desarrollo se hallan ligados a la difusión de tendencias musicales en el país.
Con más de 450 conciertos y 4 producciones discográficas en sus 16 años de historia, Rocola Bacalao se ha convertido en la banda con mayor proyección internacional del Ecuador y en una de las bandas con mayor proyección de Latinoamérica.[cita requerida] Entre 2008 y 2010 realizaron 3 giras consecutivas en Europa, con un total de 60 presentaciones. En 2010, editó su última producción gracias al convenio de manejo internacional logrado con la disquera independiente alemana Übersee Records.
Ha sido escogida dos veces, en el 2005 y 2007, por la revista Rolling Stone (edición latina) como una de las 8 mejores bandas de la región. La misma revista seleccionó a su álbum "Infierno", como uno de los 50 mejores discos del 2007.
Se resaltan sus apariciones en festivales, tales como: SXSW en 2011, Pfingst Open Air en 2010, Wereldfeest en 2010, Karneval der Kulturen en 2010, BAFIM en 2009, Polé Polé Gent en 2009, Rockspektakel en 2009, Paulusfeesten en 2009, Antilliaanse Feesten en 2008, Polé Polé Beach en 2008, Hestiv’oc en 2008, Rock al Parque en 2007, y Quito Fest en 2002, 2003, 2004, 2006, 2012. Adicionalmente, ha presentado su música en auditorios como la Sala Apolo en Barcelona y el Openluchttheater en Holanda.

## Influencias
Sus referencias musicales vienen desde la música tradicional ecuatoriana como el pasillo   , música latina y música mundial. Sus principales influencias son Sublime, Charly García, Mano Negra, Los Fabulosos Cadillacs, Pantera, Squirrel Nut Zippers, NOFX, Maldita Vecindad y los Hijos del Quinto Patio, entre otros.

## Integrantes
| Nombre                  | Instrumento                |
| ----------------------- | -------------------------- |
| Iván "Shadito" Mendieta | Guitarra y Voz             |
| Paolo Moncagatta        | Bajo y Voz                 |
| Miguel Sevilla          | Teclados, Saxo Tenor y Voz |
| Galo Pozo               | Trompeta                   |
| Hernán "el Mono" Vélez  | Trombón                    |
| Hugo Ordóñez            | Saxo Alto y Voz            |
| José "el Pollo" Terán   | Batería                    |
| Santiago Rosero         | Percusiones                |

## Festivales
* Gira a Europa (Berlín, Paris, Viena, 12 ciudades más 2014)
- Fusion Festival (Berlín, Alemania 2010)
- Feria Quitumbe(Quito, Ecuador;2010,2011,2012)
- Feria Quitumbe fest(Quito,Ecuador 2013)
- TEDxTalk (Quito, Ecuador, 2012)
- SXSW (Austin, Texas, 2011).

* Gira a Europa (Madrid, Barcelona, Berlín, 16 ciudades más 2010)
- Pfingst Open Air (Alemania 2010)
- Wereldfeest (Bélgica 2010)
- Karneval der Kulturen (Alemania, 2010)

* Gira a Europa (Berlín, Barcelona, Amberes, Hamburgo, 24 ciudades más 2009)
- Polé Polé Gent (Gent, Bélgica, 2009),
- Rockspektakel (Hamburgo, Alemania, 2009),
- Paulusfeesten (Oostende, Bélgica, 2009),

* Sala Apolo (Barcelona, España, 2009), SOLD OUT
* Bafim (Buenos Aires, Argentina, 2009).
* Gira a Europa (Berlín, Barcelona, Amberes, Hamburgo, 14 ciudades más 2008)
- Polé Polé Beach (Zeebrugge, Bélgica, 2008),
- Antilliaanse Feesten (Hoogstraten, Bélgica, 2008),
- Hestiv’oc (Pau, Francia, 2008),

* Rock al Parque (Bogotá, Colombia, 2007)
- Quitofest (Quito, Ecuador 2002, 2003, 2006, 2012)

## Discografía

### De Estudio
- 2001: Mi Primer Compat Diss
- 2002: Más Aniñados que Nunca
- 2003: Live in Tokyo
- 2006: Infierno
- 2013: Gases Nobles & Metales Pesados

### Colaboraciones
- 2009: Resto Pollo Rico Vol. 3

## Reconocimientos
- 1 de las 8 bandas importantes de la Región 2005, revista Rolling Stone Latinoamérica.
- Banda Revelación 2007, Festival Rock al Parque de Colombia.
- 1 de las 8 bandas importantes de la Región 2005, revista Rolling Stone Latinoamérica.
- CD Infierno parte de la lista de los 50 mejores discos del 2007.
- Banda Selección de Música Local de Ecuador para No Reservations programa de Travel Channel, conducido por Anthony Bourdain,[2]
- Mejor Vídeo Clip "Guayaquil City". Premios "Mis Bandas Nacionales 2014" del Municipio del Distrito Metropolitano de Quito.